# Micrambe perrisi
Micrambe perrisi is een keversoort uit de familie harige schimmelkevers (Cryptophagidae). De wetenschappelijke naam van de soort werd in 1882 gepubliceerd door Charles Brisout de Barneville.